# ألفرد دودلي تورنر
ألفرد دودلي تورنر (بالإنجليزية: Alfred Dudley Turner)‏ هو ملحن أمريكي، ولد في 24 أغسطس 1854 في St. Albans, Maine ‏ في الولايات المتحدة، وتوفي بنفس المكان في 7 مايو 1888.

## وصلات خارجية
- ألفرد دودلي تورنر على موقع ميوزك برينز (الإنجليزية)